# Molophilus (Molophilus) genitalis
Molophilus (Molophilus) genitalis is een tweevleugelige uit de familie steltmuggen (Limoniidae). De soort komt voor in het Oriëntaals gebied.